# Kælan Mikla
Kælan Mikla (doslova Paní chladu) je islandská post-punková hudební skupina, založená v roce 2013 v Reykjavíku. Vystupují ve složení Laufey Soffía (zpěv), Margrét Rósa Dóru-Harrýsdóttir (baskytara) a Sólveig Matthildur Kristjánsdóttir (syntezátor, dříve bicí). K roku 2023 vydaly čtyři studiová alba. Texty jejich písní jsou výhradně v islandštině, jejich tvorba je popisována jako post-punk, dark wave, cold wave a gothic rock. Vydávají u kanadsko-islandského labelu Artoffact Records.
Skupina odehrála turné po Evropě, včetně účasti na festivalech Meltdown a Roadburn a několika vystoupení v Česku.

## Historie
Skupina Kælan Mikla vznikla v roce 2013 za účelem účasti v slam poetry soutěži pořádané knihovnou v Reykjavíku. Pojmenovaná je po „Ledové paní“ z knihy Čarovná zima, která promění v led každého, kdo se jí zblízka podívá do tváře. Trojice se seznámila na uměleckém gymnáziu Menntaskólinn við Hamrahlíð. Zhudebněné básně Sólveig Kristjánsdóttir, která se teprve učila hrát na bicí, za doprovodu Margrét Dóru-Harrýsdóttir na baskytaru, odzpívala Laufey Soffía, pro kterou to bylo rovněž její první pěvecké vystoupení. Skupina soutěž vyhrála, což je motivovalo k další tvorbě.
Jejich první album Mánadans obsahující deset skladeb, produkované Alison MacNeilovou z kanadsko-islandské skupiny Kimono, bylo nahráno v roce 2014. Pro nezájem vydavatelů bylo dostupné pouze na audiokazetě v omezeném vlastním nákladu a plnohodnotně vyšlo v roce 2017. V roce 2015 Kristjánsdóttir přešla z bicích na syntezátor a v roce 2016 vydala skupina, po úspěchu videoklipu k singlu Kalt, eponymní debutové album s osmi skladbami u Fabrika Records. Na pozvání Roberta Smitha, který měl na starosti v roce 2018 výběr umělců, vystoupily na festivalu Meltdown v Londýně jako předskokanky pro Placebo. V témže roce poprvé hrály na nizozemském festivalu Roadburn.
Jejich třetí album Nótt eftir nótt („Noc za nocí“) vyšlo pod labelem Artoffact Records v listopadu 2018 a obsahuje devět skladeb. Podle Kristjánsdóttir je plné „zklamání, čarodějek a všech dalších věcí, které přináší nejtemnější noc a islandského folklóru spojeného s myšlenkou zimní temnoty, která nás děsí, ale zároveň nám připomíná domov.“ S albem poprvé vystoupily na festivalu Iceland Airwaves. Následující rok, opět na pozvání Roberta Smitha, hrály na festivalu Pasadena Daydream.
Čtvrté a zatím poslední studiové album nazvané Undir köldum norðurljósum („Pod chladnou polární září“) s deseti skladbami vydaly v říjnu 2021. První singl alba Sólstöður je „ódou na nejtemnější noc v roce, během níž čarodějky vyvolávají duchy zimy v zamrzlé islandské krajině.“  Na skladbě Hvítir sandar spolupracovaly s francouzskou blackgazeovou kapelou Alcest, se kterou hrály na turné. V dubnu 2024 vyšlo album The Phantom Carriage, které má být soundtrackem k němému švédskému hororovému filmu Vozka smrti z roku 1921. Na albu spolupracovaly s islandským skladatelem filmové hudby Barðim Jóhannssonem. V listopadu téhož roku vydaly singl Stjörnuljós, v překladu „hvězdný svit“, který je podle kapely blízký jejich nitru a má být jejich tvůrčím znovuzrozením. Je o lidském kontaktu a byl napsán během desetidenního tvůrčího pobytu v mlhou zahalené vesnici Stöðvarfjörður na východě Islandu.
Časopis Revolver popsal jejich hudbu jako „svět, ve kterém se potemnělé post-punkové aranžmá mísí s tanečními motivy a andělské vokály s křikem, ze kterého tuhne krev v žilách.“ Čarodějnictví je jedním z jejich ústředních motivů, čemuž odpovídá i jejich vizáž. Otevřeně se hlásí k feminismu, ale nechtějí být považovány za výhradně ženskou skupinu.

## Diskografie

### Studiová alba
- 2014 – Mánadans
- 2016 – Kælan Mikla
- 2018 – Nótt eftir nótt
- 2021 – Undir köldum norðurljósum

### Singly
- 2024 – Stjörnuljós

### Ostatní
- 2024 – The Phantom Carriage